# 西域爪龙属
西域爪龙（属名：Xiyunykus，意为“西域的爪”，指其化石发现于中国西部）是中国吐谷鲁群的一属早白垩世阿瓦拉慈龙类，仅含一个种，彭氏西域爪龙（Xiyunykus pengi）。

## 古生态学
新疆吐谷鲁群中与之共存的恐龙包括剑龙科的乌尔禾龙、同期的阿瓦拉慈龙类吐谷鲁龙、鲨齿龙科的克拉玛依龙、可疑的手盗龙类敏捷龙、可疑的虚骨龙类新疆猎龙以及角龙类的新疆鹦鹉嘴龙。

## 进化意义
西域爪龙和半爪龙通过展示介于简手龙的典型兽脚类前肢和晚白垩世阿瓦拉慈龙类高度退化的前肢和细小牙齿之间的颅骨和颅后形态，填补了阿瓦拉慈龙类7000万年的进化空白。